# Jimmy Choo
Jimmy Choo, čínsky 周仰杰 (* 15. listopadu 1948 Penang) je malajsijský módní návrhář.
Nyní sídlí v Londýně. Proslavily ho ručně vyráběné ženské boty. Nyní vyrábí i kabelky, doplňky i boty pro muže.

## Historie

### Osobní život
Jimmy Choo se narodil do rodiny výrobců obuvi. Pravé příjmení je Chow, ale v rodném listě bylo špatně uvedeno jako Choo. Jimmy Choo si toto jméno ponechal. Své první boty vytvořil v 11 letech. Studoval na tzv. Cordwainers' Technical College, která je nyní součástí London College of Fashion, kde příležitostně přednáší.

### Kariéra
První zmínka o něm v časopisu Vogue v roce 1986, však první boty, které prodával pod značkou Lucky Shoes, byly na trhu již od roku 1984. V roce 1990 se Princezna Diana z Walesu stala patronkou jeho tvorby. Jeho pracoviště je na adrese Jimmy Choo, 169 Draycott Ave., London SW3 3AJ, Anglie. Od roku 1996 Jimmy Choo Ltd spolupracuje s britským Vogue. Jeho první obchod se otevřel v New Yorku v roce 1998. V dubnu 2001 prodal svůj 50% podíl z firmy za 10 mil. liber a od té doby se soustředí na exkluzivní modely bot, figurující pod značkou Jimmy Choo Couture, která zahrnuje také výrobu kabelek a dalších luxusních doplňků. V současné době patří mezi návrháře s nejdražšími botami na světě.

### Zajímavosti
Jimmy Choo se podílí na projektu na zřízení obuvnického institutu v Malajsii. Jeho boty zazářily například ve filmech Charlieho andílci, Ďábel nosí Pradu nebo Sex ve městě.